# إنتاج صناعي
الإنتاج الصناعي  (بالإنجليزية: Industrial production) هو قياس ناتج القطاع الصناعي في الاقتصاد. القطاع الصناعي تشمل الصناعة التحويلية، التعدين، والمرافق العامة. على الرغم من أن هذه القطاعات لا تساهم سوى في جزء صغير من الناتج المحلي الإجمالي، لكنها حساسة للغاية لأسعار الفائدة والطلب على السلع الاستهلاكية، وهذا يجعل من الإنتاج الصناعي أداة هامة للتنبؤ بالناتج المحلي الإجمالي، والأداء الاقتصادي في المستقبل. كما تستخدم أرقام الإنتاج الصناعي من جانب البنوك المركزية لقياس التضخم، ومستويات عالية من الإنتاج الصناعي يمكن أن يؤدي إلى مستويات غير منضبط من الاستهلاك والتضخم السريع.